# Игнатов, Виктор Александрович (учёный)
Ви́ктор Алекса́ндрович Игна́тов (20.09.1932, станица Новоалександровская Ставропольского края — 05.03.1992, Санкт-Петербург) — советский физикохимик, специалист в области материаловедения и технологии конструкционных материалов. Лауреат Государственной премии СССР (1981), член-корреспондент АН СССР (1990).

## Биография
В феврале 1957 года окончил Ленинградский политехнический институт им. М. И. Калинина по специальности «Оборудование и технология сварочного производства». Работал на инженерных должностях на заводах в Запорожье и Таганроге.
В 1960—1961 гг. преподавал в Таганрогском радиотехническом институте. В 1961—1964 годах учился в аспирантуре Ленинградского политехнического института.
С 1964 года в ЦНИИ конструкционных материалов «Прометей», научный сотрудник в отделениях металловедения, металлургии и сварки конструкционных материалов для электростанций, корабельной энергетики, специального судового машиностроения.
С 1984 года заместитель директора по научной работе — главный инженер института.
Доктор технических наук. Автор научных работ по физико-химическим основам оптимизации состава и структуры конструкционных материалов. Участвовал в создании новых промышленных марок сварочных материалов и технологических процессов сварки реакторов атомных электростанций и кораблей.
Член-корреспондент АН СССР (1990), член-корреспондент РАН (1991).
Государственная премия СССР (1981). Премия Правительства СССР (1991) — за создание научных основ и внедрение отжига корпусов реакторов ВВЭР-440 для повышения безопасности атомных электростанций.
Награждён орденом Трудового Красного Знамени.